# Jean Danion
Jean Henri Danion, né le 3 janvier 1902 à Bordeaux et mort le 2 novembre 1927 à Podensac, est un joueur de rugby à XV français. Il a joué avec l'équipe de France et le RC Toulon et évoluait au poste de pilier.

## Carrière
Il joue en club avec le RC Toulon. Il dispute son unique match avec l'équipe de France le 26 janvier 1924 contre l'équipe d'Irlande.